# 漢密爾頓縣 (內布拉斯加州)
漢密爾頓縣（英語：Hamilton County）是位於美國內布拉斯加州東南部的一個縣。面積1,416平方公里。根據美國2000年人口普查，共有人口9,403。縣治奧諾拉 (Aurora)。
成立於1867年2月15日，縣名紀念首任財政部長亞歷山大·漢密爾頓。